# 日本スカウトジャンボリー
日本スカウトジャンボリー（にっぽんスカウトジャンボリー、英: Nippon Scout Jamboree）は、ボーイスカウト日本連盟主催のキャンプ大会（ジャンボリー）であり、日本国内におけるボーイスカウトの最大の行事。数十カ国のボーイスカウト団体が集合する。
1956年（昭和31年）に「日本ジャンボリー」（英: Nippon Jamboree）として初めて開催され、以後4年に一度開催されている。行事の呼称は「NJ」と略表記される場合がある。
2018年（平成30年）の第17回からは、「日本スカウトジャンボリー」に名称変更。行事の呼称も「NSJ」に変更となった。

## 開催地と概要
| 回数   | 日付                   | 場所                                          | 参加者数 | 概要                                                      |
| ------ | ---------------------- | --------------------------------------------- | -------- | --------------------------------------------------------- |
| 第1回  | 1956年8月3日 - 8月7日  | 長野県軽井沢 地蔵ヶ原（現 軽井沢72ゴルフ）    | 13,000   |                                                           |
| 第2回  | 1959年8月6日 - 8月10日 | 滋賀県高島市 饗庭野演習場                     | 17,350   |                                                           |
| 第3回  | 1962年8月3日 - 8月8日  | 静岡県御殿場市 東富士演習場滝ヶ原駐屯地       | 26,181   |                                                           |
| 第4回  | 1966年8月5日 - 8月9日  | 岡山県奈義町 日本原駐屯地                     | 29,561   |                                                           |
| 第5回  | 1970年8月6日 - 8月10日 | 静岡県富士宮市 朝霧高原                       | 32,640   |                                                           |
| 第6回  | 1974年8月1日 - 8月6日  | 北海道千歳市 千歳原                           | 26,305   |                                                           |
| 第7回  | 1978年8月4日 - 8月8日  | 静岡県御殿場市 東富士演習場滝ヶ原駐屯地       | 26,288   |                                                           |
| 第8回  | 1982年8月2日 - 8月6日  | 宮城県白石市 国立南蔵王青少年野営場           | 30,144   |                                                           |
| 第9回  | 1986年8月2日 - 8月6日  | 宮城県白石市 国立南蔵王青少年野営場           | 31,173   |                                                           |
| 第10回 | 1990年8月3日 - 8月7日  | 新潟県中郷村・妙高村 関山演習場               | 31,972   |                                                           |
| 第11回 | 1994年8月3日 - 8月7日  | 大分県竹田市 久住高原                         | 30,914   |                                                           |
| 第12回 | 1998年8月3日 - 8月7日  | 秋田県北秋田市 森吉山麓高原                   | 26,740   |                                                           |
| 第13回 | 2002年8月3日 - 8月7日  | 大阪府大阪市 舞洲スポーツアイランド           | 20,588   | 「第23回アジア太平洋地域ジャンボリー」 初の都市部での開催 |
| 第14回 | 2006年8月3日 - 8月7日  | 石川県珠洲市 りふれっしゅ村鉢ヶ崎             | 20,652   |                                                           |
| 第15回 | 2010年8月2日 - 8月8日  | 静岡県富士宮市 朝霧高原                       | 19,382   | 大会期間が4泊5日から6泊7日に延長                          |
| 第16回 | 2013年7月31日 - 8月8日 | 山口県山口市 きらら浜                         | 14,340   | 「第30回アジア太平洋地域スカウトジャンボリー」            |
| 第17回 | 2018年8月4日 - 8月10日 | 石川県珠洲市 りふれっしゅ村鉢ヶ崎             | 13,414   | 大会期間4泊5日 日本スカウトジャンボリーに名称を変更       |
| 第18回 | 2022年8月4日 - 8月10日 | 分散開催                                      | 14,474   | 開催方式は初の分散開催                                    |
| 第19回 | 2026年8月4日 - 8月10日 | 広島県神石郡神石高原町 神石高原ティアガルテン |          |                                                           |

## 参加資格
参加スカウトは、第1回から第5回までは団ごとの参加で、2級を取得したものは人数関係無く全員が参加可能だったが、スカウト人口の増加によって会場の収容人数が厳しくなったため、第6回から都道府県連盟や県連の地区内で、1隊40人の派遣隊（指導者4人、上級班長4人、スカウト8人×4班）を編成し、参加する方式を第15回まで採った。
また、第15回までは2級スカウト以上で各派遣隊隊長が認めた者のみという規定が存在したが、スカウト数の減少や参加できない年代が存在することを受け、第16回以降はボーイスカウト及びベンチャースカウト（開催年度に小学校6年生以上、高校3年生以下のスカウトを参加の主体とする）という条件に変更された。第17回からは、原隊参加も可能となり、原隊の班が全員参加できることになった（従来の派遣隊方式も可能）。

## その他のキャンプ大会

### ベンチャースカウト大会
日本ベンチャーとも呼称。主に高校生年代のスカウト（ベンチャースカウト、旧シニアースカウト）を参加対象としている。4年に一度開催され、現在までに6回実施されている。なお、「NV」と略表記される場合がある。
| 回数  | 日付                        | 場所               | 出典  |
| ----- | --------------------------- | ------------------ | ----- |
| 第1回 | 1984年7月27日 - 8月3日      | 宮城県・南蔵王山麓 | [ 1 ] |
| 第2回 | 1988年7月29日 - 8月5日      | 静岡県・朝霧高原   | [ 1 ] |
| 第3回 | 1992年8月3日 - 8月11日      | 滋賀県・あいば野   | [ 1 ] |
| 第4回 | 1996年7月29日 - 8月4日      | 島根県・三瓶山麓   | [ 1 ] |
| 第5回 | 2000年7月29日 - 8月4日      | 大分県・久住高原   | [ 1 ] |
| 第6回 | 2004年8月2日 - 8月7日       | 関東平野一帯       | [ 1 ] |
| 第7回 | 2009年8月（ベンチャー月間） | 全国各地           |       |

第7回大会の開催年は、本来なら2008年（平成20年）だが、第10回日本アグーナリーの開催年にあたるため、翌2009年（平成21年）に開催することになった。また、2009年（平成21年）8月の1か月を「ベンチャー月間」とし、全国を6ブロックに分け各ブロックがそれぞれの地方の特色を活かした活動基地を開設する全国規模での大会になる予定だった。しかし、新型インフルエンザの蔓延が危惧され、2009年（平成21年）5月20日の理事会において開催中止とすることが決定された。

### ローバースカウト
| 名称                     | 日付                      | 場所                                               | 出典   |
| ------------------------ | ------------------------- | -------------------------------------------------- | ------ |
| ローバームート’91        | 1991年                    | 山梨県・山中野営場                                 |        |
| ローバームート'93        | 1993年8月17日 - 8月21日   | 北海道・国営滝野すずらん丘陵公園内「青少年山の家」 |        |
| ローバームート'97        | 1997年8月26日 - 8月31日   | 兵庫県・兎和野高原                                 |        |
| ムート2001               | 2001年8月7日 - 8月12日    | 愛知県・新城吉川野営場                             |        |
| スカウトムート2005       | 2005年8月19日 - 8月24日   | 山梨県・山中野営場                                 |        |
| RCJクエスト2016in高萩    | 2016年9月17日 - 9月19日   | 茨城県・「大和の森」高萩スカウトフィールド         | [ 9 ]  |
| RCJ フォーラム2017       | 2017年10月7日 - 10月9日   | 大阪府貝塚市・大阪府立少年自然の家                 | [ 10 ] |
| RCJ Re:Quest2018 in 高萩 | 2018年8月23日 - 8月26日   | 茨城県・「大和の森」高萩スカウトフィールド         | [ 11 ] |
| RCJ フォーラム2020       | 2020年9月20日 - 9月21日   | オンライン                                         | [ 12 ] |
| RCJ RCJX                 | 2021年11月23日 - 11月28日 | オンライン                                         | [ 13 ] |
| 日本ローバームート2024   | 2024年9月3日 - 9月8日     | 栃木県・那須野営場                                 | [ 14 ] |

スカウトムートは、ローバースカウトおよびその年代のスカウトを参加対象としており、1991年から2005年まで4年に一度開催されていた。その後、2005年（平成17年）以降日本連盟主催のスカウトムートが開催されていなかったため全国ローバースカウト会議（RCJ）主催行事としてムート復活を目標にQuestが2016年（平成28年）に開催された。2024年に19年ぶりとなる日本ローバームート2024が開催された。

### 日本アグーナリー
主に障害者スカウトを参加対象としている。4年に一度開催され、現在までに13回実施されている。なお、「NA」と略表記される場合がある。大会テーマソングとして「かがやけアグーナリー」が存在する。
| 回数   | 日付                    | 場所                                       | 出典   |
| ------ | ----------------------- | ------------------------------------------ | ------ |
| 第1回  | 1973年8月17日 - 8月20日 | 愛知県・県立愛知青少年公園                 | [ 1 ]  |
| 第2回  | 1976年7月30日 - 8月3日  | 愛知県・県立愛知青少年公園                 | [ 1 ]  |
| 第3回  | 1979年8月3日 - 8月7日   | 大阪府大阪市・長居公園                     | [ 1 ]  |
| 第4回  | 1983年8月5日 - 8月9日   | 兵庫県・嬉野台生涯教育センター             | [ 1 ]  |
| 第5回  | 1987年7月31日 - 8月4日  | 静岡県御殿場市・国立中央青年の家           | [ 1 ]  |
| 第6回  | 1991年7月25日 - 7月29日 | 東京都・オリンピック記念青少年総合センター | [ 1 ]  |
| 第7回  | 1995年7月26日 - 7月30日 | 新潟県・国立妙高少年自然の家               | [ 1 ]  |
| 第8回  | 1999年8月5日 - 8月9日   | 愛媛県松山市・野外活動センター             | [ 1 ]  |
| 第9回  | 2003年7月31日 - 8月4日  | 石川県珠洲市・りふれっしゅ村鉢ケ崎         | [ 1 ]  |
| 第10回 | 2008年7月31日 - 8月4日  | 兵庫県神戸市・しあわせの村                 | [ 1 ]  |
| 第11回 | 2011年8月2日 - 8月6日   | 滋賀県希望が丘文化公園                     | [ 1 ]  |
| 第12回 | 2016年8月12日 - 8月16日 | 静岡県富士宮市・富士山麓山の村             | [ 1 ]  |
| 第13回 | 2024年8月8日 ‐ 8月12日  | 福島県猪苗代町・国立磐梯青少年交流の家     | [ 16 ] |

第10回大会の開催年は、本来だと2007年（平成19年）だが、第21回世界スカウトジャンボリーの開催年にあたるため、翌2008年（平成20年）に開催することになった。また、第13回の開催年は本来だと2020年（令和2年）だが、新型コロナウイルス感染症の拡大を鑑み、2024年（令和6年）に延期となった。